# Sede de la Procuraduría General de la República de Brasil
La Sede de la Procuraduría General de la República es un complejo de edificios ubicados en Brasília, en el Distrito Federal, Brasil. La sede alberga el ministerio público y en él se encuentra la oficina del Procurador General de la República, el vice procurador y los sub procuradores. Está situado en el Sector Sur de Administración Federal, entre la Vía S2 Leste y la Vía L4 Sur (Avenida de las Naciones), en la Estrada Parque das Nações (EPNA).
Los seis edificios fueron diseñados por Oscar Niemeyer con la colaboración de su nieta, la también arquitecta Ana Elisa Niemeyer, y del ingeniero Jair Valera, y se encuentran entre los edificios más polémicos diseñados por el arquitecto, acercando su estilo a la arquitectura posmoderna. Los críticos le acusaron de acercar su arquitectura al estilo de los centros financieros estadounidenses.
Además de las críticas arquitectónicas, la sede también fue acusada de sobrefacturación en su momento. La obra duró seis años y costó 75 millones de reales, que se habrían justificado por su monumentalidad y atrevida estructura, con un único pilar que soporta todo el esfuerzo del edificio principal y una estructura pretensada que parece flotar sobre el suelo.

## Historia
A pesar de ser uno de los edificios más nuevos del Plan Piloto, la sede de la Procuraduría General estaba prevista desde los proyectos urbanísticos originales para Brasilia realizados por Lúcio Costa a finales de la década de 1950. 
La Procuraduría General de la República se trasladó de Río de Janeiro a Brasilia en 1962, ocupando varias oficinas temporales. Primero ocupó dos pisos del Departamento de Administración de Servicios Públicos (DASP), luego se mudó a espacios pertenecientes al Ministerio de Industria y Comercio y al Ministerio de Salud. En 1982, se mudó a un edificio en la Vía L2 Sur.
Finalmente, en 1995 se inició la construcción de la sede. La construcción comenzó en 1996 y se inauguró en 2002. El edificio costó unos 75 millones de reales, lo que provocó acusaciones de sobrefacturación y conflictos entre la oficina de Niemeyer y los ingenieros responsables - el presupuesto inicial de 49 millones se superó con creces, a pesar de que Niemeyer había cifrado el presupuesto en 81 millones. El representante de la oficina de Niemeyer en Brasilia, sin embargo, denunció fraude en la construcción.

## Arquitectura
El proyecto ocupa una superficie de 71 873,73 metros cuadrados e incluye oficinas, un restaurante, servicios de apoyo, áreas técnicas y aparcamientos. También alberga el Memorial del MPF y el Auditorio Juscelino Kubitschek.
El complejo está formado por bloques circulares conectados por rampas curvas y pasarelas además del sótano que está oculto a la vista. Las oficinas de los procuradores ocupan el bloque mayor. El bloque vecino y otro más pequeño son de cristal, en contra de la costumbre de Niemeyer de hacer sus creaciones de hormigón armado. Tres bloques más pequeños están pintados de blanco y albergan el Auditorio Juscelino Kubitschek, el centro médico y el restaurante.
La estructura del bloque A es de hormigón pretensado, con una columna central estructural de hormigón de alto rendimiento, de la que salen cables. En este bloque, llamado en el proyecto "Edificio de Oficinas" porque es donde se encuentran las procuradurías, ocho vigas salen del pilar y se elevan por encima del bloque acristalado, como una corona de cincuenta metros de diámetro, que tiene cables que sostienen el edificio, lo que evita que haya pilares en la planta baja y da la sensación de que el bloque flota sobre el suelo. Así pues, los pilares sostienen todo el edificio, en un diseño estructural muy atrevido. El bloque B, en cambio, tiene una estructura autoportante. El ingeniero responsable fue Jair Valera.

## Organización
El complejo está formado por seis edificios, siendo el A y el B los principales. Están unidos por tres pasarelas, dos de las cuales también son acristaladas. Una cuarta pasarela conecta los bloques C y D. Además de los bloques, también hay una zona subterránea de unos 30.000 metros cuadrados, que conecta los bloques y sirve de garaje, mantenimiento y ubicación central para instalaciones de fontanería, electricidad, lógica y otras. Formalmente, los seis edificios emergen del sótano común.

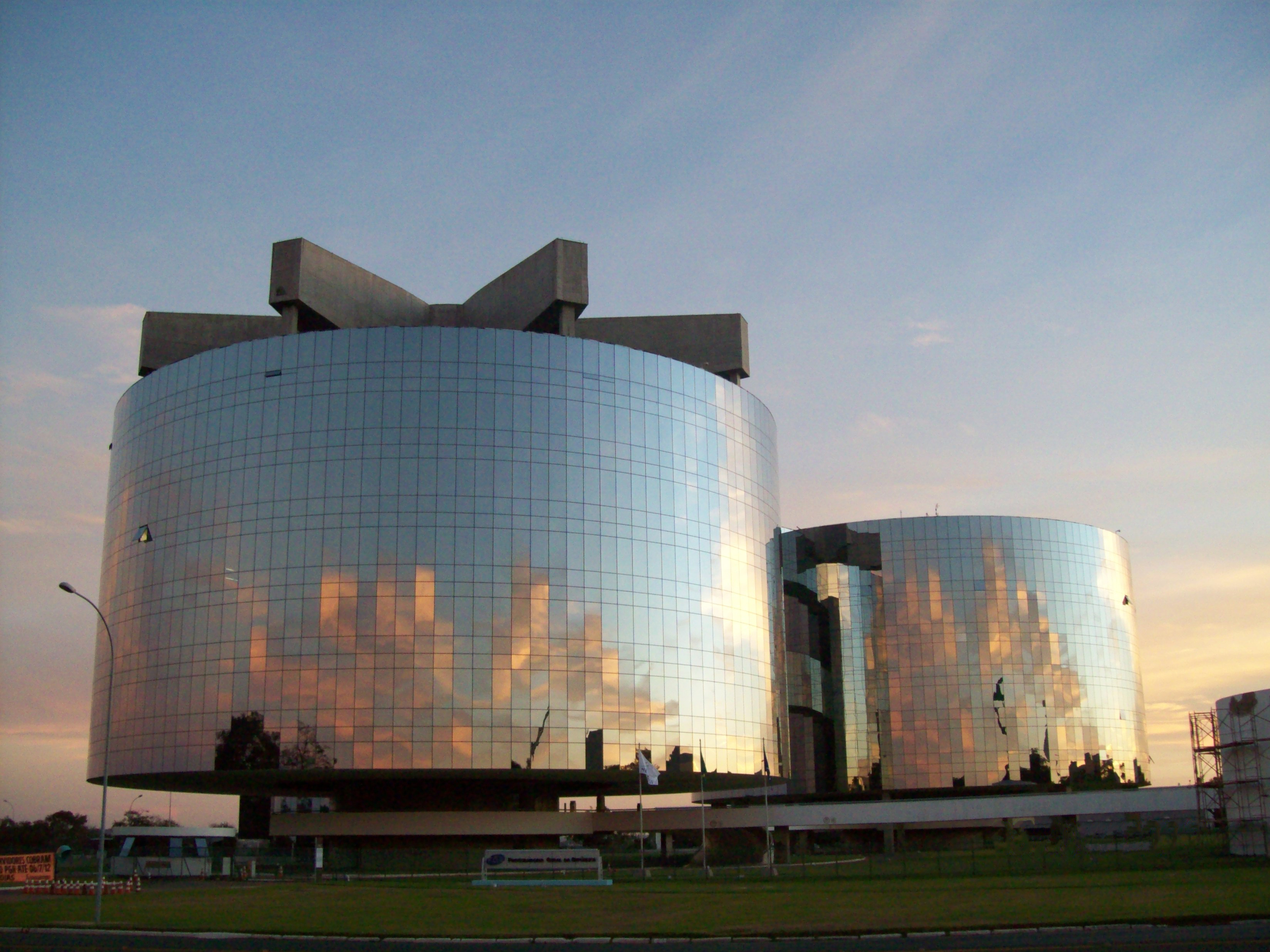
La corona de hormigón de ocho puntas diferencia el Bloque A del Bloque B en apariencia.

### Bloque A
El bloque A es el edificio principal del complejo, con una superficie de algo más de 17.000 metros cuadrados. Tiene ocho plantas, incluidas la planta baja y la entreplanta. Alberga las oficinas de las máximas autoridades del Ministerio Público: el Procurador General, el Viceprocurador General, el Viceprocurador Electoral, el Consejo Superior del Ministerio Público Federal y los Procuradores Generales Adjuntos. En apariencia, se diferencia del Bloque B por la "corona" de hormigón sobre el volumen principal, resultado de su estructura pretensada.

### Bloque B
El Bloque B, prácticamente del mismo tamaño que el Bloque A, tiene también una superficie de algo más de 17.000 metros cuadrados y ocho plantas, incluyendo la planta baja y el entresuelo. Mientras que el Bloque A se denominó "Edificio de Oficinas" durante la fase de diseño, el Bloque B se llamó "Edificio de Personal" y está destinado a sectores administrativos como secretarías, cámaras, coordinadores y la biblioteca.

### Bloque C

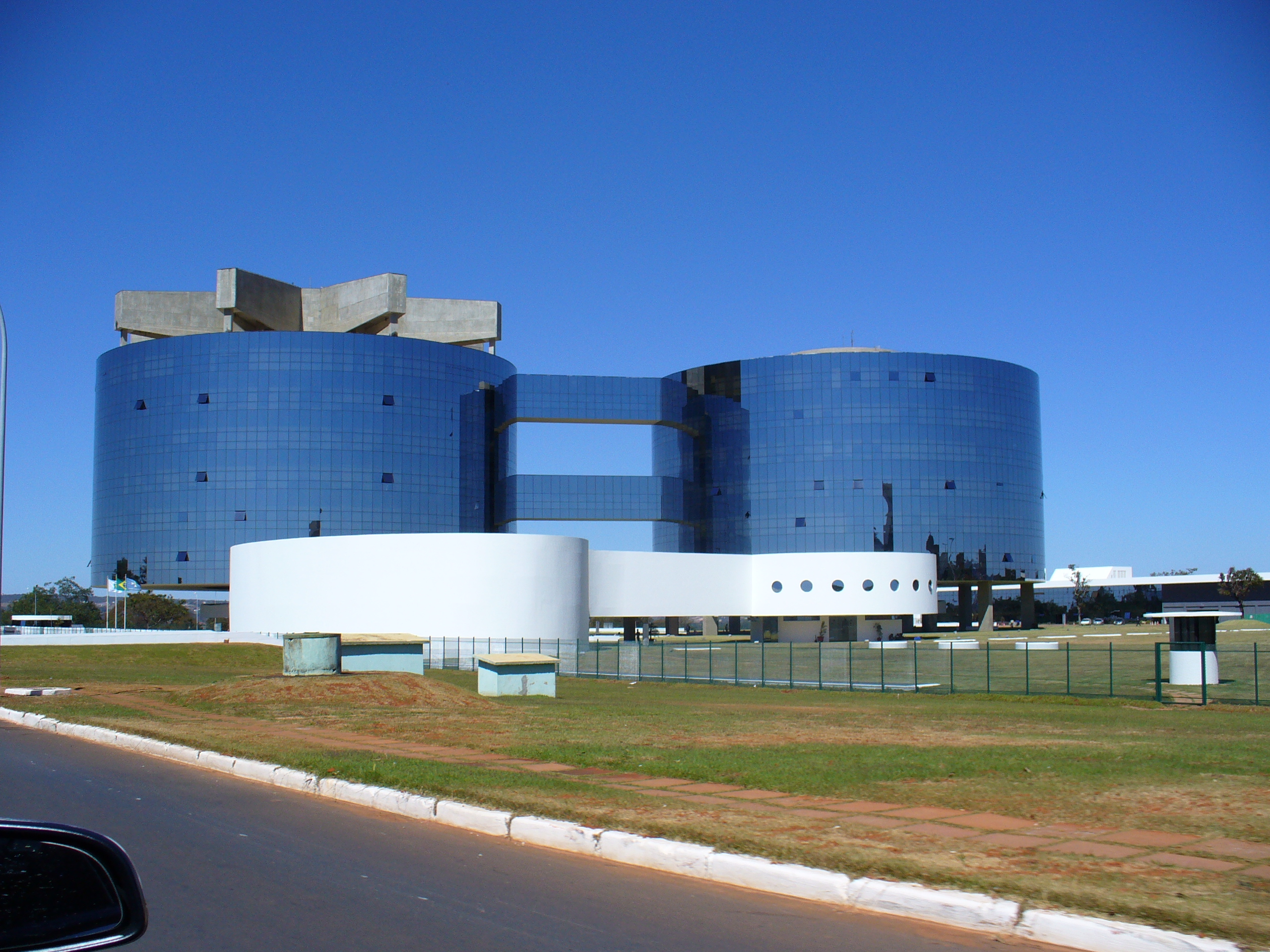
La sede de la PGR, con el bloque C en primer plano y los bloques A y B al fondo

Con un área de poco menos de 900 metros cuadrados, alberga el Auditorio Juscelino Kubitschek. Tiene dos plantas y alberga el auditorio, un vestíbulo de entrada, un vestíbulo y una sala para autoridades. Forma pareja con el Bloque D, con el que está conectado por una pasarela, ambos de hormigón pintado, a diferencia de A, B y E.

### Bloque D
Se trata del bloque restaurante, que también dispone de cocina. El restaurante está destinado a los trabajadores del propio complejo. Tiene una superficie de unos 830 metros cuadrados.

### Bloque E
El bloque E es el centro de salud del complejo, reservado a la atención médica y odontológica básica de los empleados de la Fiscalía General. Su superficie es de unos 1.400 metros cuadrados. Este bloque no estaba previsto en los planos preliminares, pero se construyó posteriormente por necesidad. 

### Bloque F
Bloque de 2620 metros cuadrados para servicios de apoyo y mantenimiento, con dos plantas, que alberga el auditorio, el almacén, la finca y un taller mecánico para el mantenimiento de los coches oficiales. Tiene formas lineales en las fachadas, que destacan sobre las demás, pero la fachada acristalada es la misma.

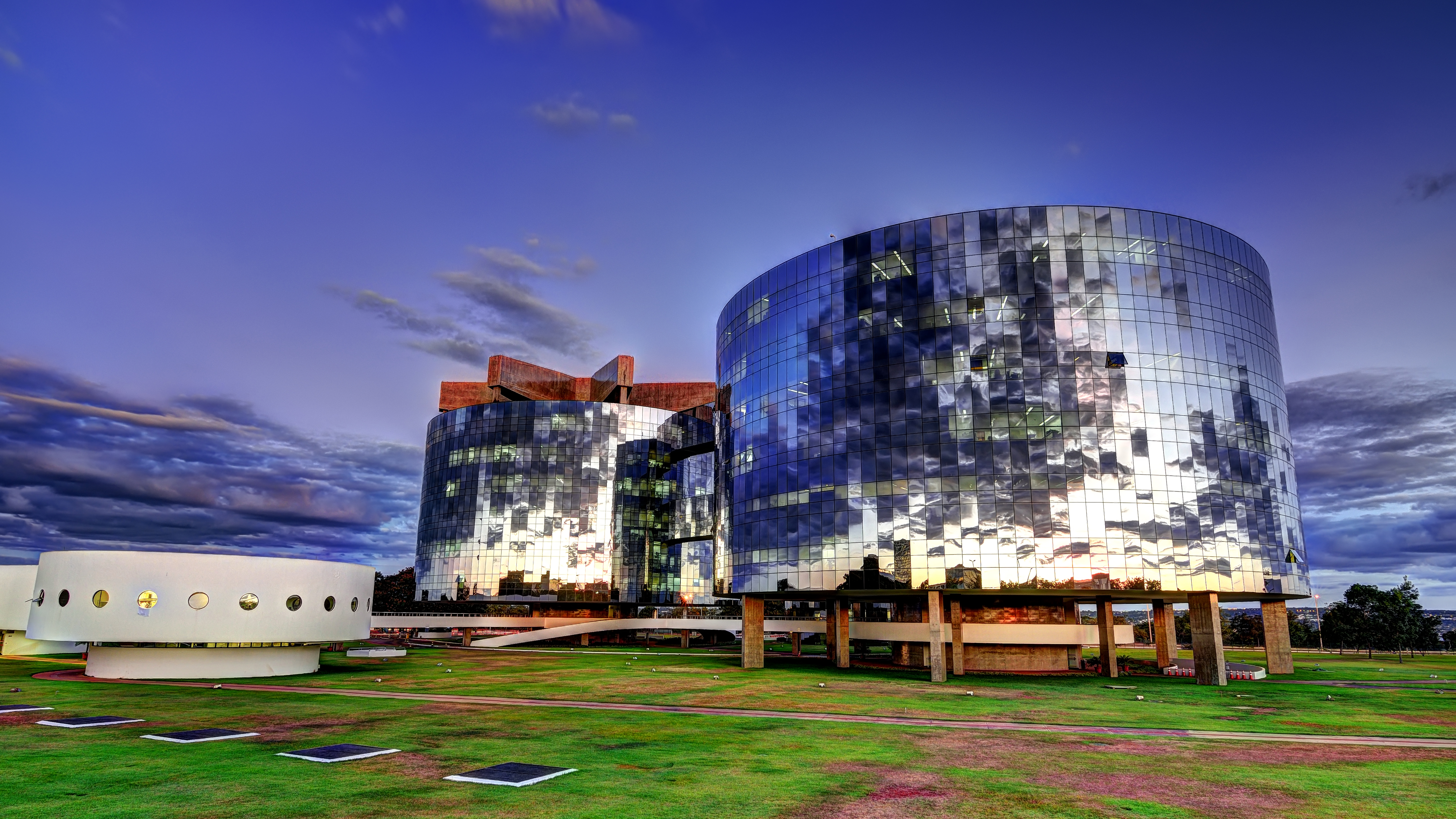
La piel de cristal fue criticada por los biólogos tras la muerte de aves, que se estrellaron contra el edificio porque el reflejo del cielo confundía su visión.

## Críticas
La sede de la Fiscalía General del Estado está considerada uno de los edificios más polémicos y criticados de Niemeyer. Se ha dicho que incluso Lúcio Costa, amigo de Niemeyer y diseñador del Plan Piloto, quedó sorprendido por la solución adoptada.
El uso de la piel de vidrio acercó al arquitecto al posmodernismo, actitud que fue muy criticada tanto en Brasil como en el extranjero. "Me sorprendió descubrir al Niemeyer posmoderno, imitando la arquitectura basura de las ciudades financieras norteamericanas", comentó el filósofo español Eduardo Subirats, ácido crítico del movimiento posmoderno, en su visita a Brasilia. 
Otras críticas vinieron de biólogos, después de que el acristalamiento causara la muerte de aves, que acaban desorientadas por el reflejo del cristal.